# Mikolajice
Mikolajice (in tedesco Niklowitz) è un comune della Repubblica Ceca facente parte del distretto di Opava, nella regione della Moravia-Slesia.